# Chiesa di San Gottardo (Forni Avoltri)
La chiesa di San Gottardo è un luogo di culto cattolico di Sigilletto, frazione di Forni Avoltri, in provincia e arcidiocesi di Udine; fa parte del forania della Montagna ed è filiale della parrocchiale di Forni.

## Storia
In origine gli abitanti di Sigilletto, per assistere alle funzioni, dovevano recarsi presso la chiesa di San Giovanni Battista di Frassenetto. Ciò tuttavia era per loro scomodo e, così, il 15 luglio 1712 il patriarca di Aquileia Dioniso Delfino concesse il permesso ai fedeli sigillettani di costruire una cappella anche nel loro paese; dopo due anni il nuovo luogo di culto venne portato a compimento e benedetto il 22 novembre 1714 dallo stesso Dionisio Delfino.
La chiesa venne ricostruita nel 1888, ma quindici anni dopo andò distrutto da un incendio; così, si provvide a riedificarlo e i lavori furono ultimati nel 1909.
Tra il 1991 e il 1992 si provvide ad adeguare la chiesa ai norme postconciliari e nello stesso decennio essa venne ristrutturata per sanare i danni provocati dall'evento sismico del 1976.

## Descrizione

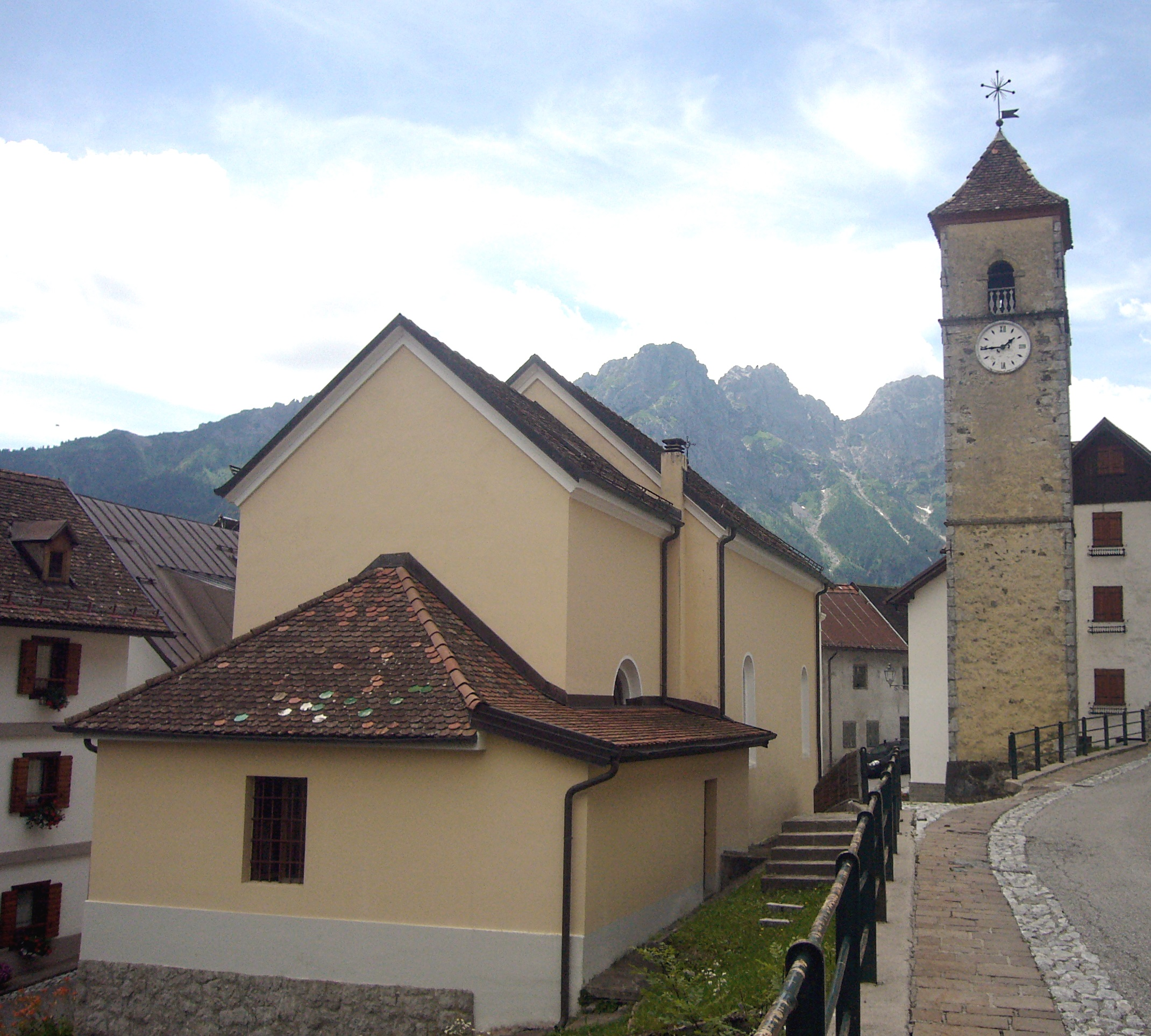
La chiesa e il campanile visti da Via San Gottardo

### Esterno
La facciata a capanna della chiesa, rivolta a sudovest e scandita da quattro lesene tuscaniche sorreggenti il timpano triangolare in cui s'apre un oculo, presenta al centro il portale d'ingresso, sormontato da una mensola e da una finestra a lunetta murata, e ai lati due lapidi commemorative.
Accanto alla chiesa si erge su un basamento a scarpa il campanile a pianta quadrata; la cella presenta su ogni lato una stretta monofora ed è coperta dal tetto a quattro falde.

### Interno
L'interno dell'edificio si compone di un'unica navata, le cui pareti presentano delle finestrelle a tutto sesto e sono caratterizzate da una cornice modanata e aggettante sopra la quale si imposta la volta a botte; al termine dell'aula si sviluppa il presbiterio, rialzato di alcuni gradini e chiuso dalla parte di fondo piatta.
Le opere di maggior pregio qui conservate sono la Via Crucis, risalente al XVIII secolo, e l'affresco con soggetto san Gottardo sorretto dalle nuvole.